# 정서경
정서경(1975년~)은 대한민국의 영화 각본가이다.

## 생애와 경력
서울대학교 철학과를 중도 포기하고 한국예술종합학교 영상원을 졸업했다. 영상원 시나리오과 3학년 때 쓴 《전기공들》이 코닥 단편영화 제작지원 선정작으로 뽑히면서 감독으로 데뷔했으나 이후 전업 시나리오 작가로 활동하고 있다. 2003년 단편 공모전 심사위원이던 박찬욱 감독과 처음 만난 이후 여러 작품을 함께 작업하고 있다.

## 학력
- 서울대학교 철학과 중퇴
- 한국예술종합학교 영상원 시나리오과

## 작품 활동

### 영화
- 2005년 《친절한 금자씨》
- 2006년 《싸이보그지만 괜찮아》
- 2006년 《모두들, 괜찮아요?》
- 2009년 《박쥐》
- 2015년 《비밀은 없다》
- 2016년 《아가씨》
- 2018년 《독전》
- 2022년 《헤어질 결심》

### 드라마
| 연도 | 제목        | 방송사  | 유형 | 연출           | 비고  |
| ---- | ----------- | ------- | ---- | -------------- | ----- |
| 2018 | 마더        | tvN     | 수목 | 김철규, 윤현기 | [ 3 ] |
| 2022 | 작은 아씨들 | tvN     | 토일 | 김희원, 권영일 |       |
| 2025 | 북극성      | Disney+ |      | 김희원, 허명행 |       |

## 수상 및 후보
| 연도 | 시상식                            | 부문          | 작품                | 결과 |
| ---- | --------------------------------- | ------------- | ------------------- | ---- |
| 2007 | 제40회 시체스 국제판타스틱 영화제 | 각본상        | 싸이보그지만 괜찮아 | 수상 |
| 2018 | 제54회 백상예술대상               | TV부문 극본상 | 마더                | 후보 |
| 2018 | 제18회 디렉터스 컷 어워즈         | 올해의 각본상 | 독전                | 후보 |
| 2023 | 제59회 백상예술대상               | TV부문 극본상 | 작은 아씨들         | 후보 |

## 저서
- 《친절한 금자씨》 2005년 7월 ISBN 9788959244935
- 《박쥐》 2009년 4월 ISBN 9788996144830
- 《아가씨 각본》 2016년 8월 ISBN 9788994040899
- 《박쥐 각본》 2016년 12월 ISBN 9788994040998
- 《싸이보그지만 괜찮아 각본》 2016년 12월 ISBN 9788994040981
- 《각본 비밀은 없다》 2017년 3월 ISBN 9791186946138